# زنگ تفریح (فیلم ۱۹۶۷)
زنگ تفریح (وقت بازی) (انگلیسی: Playtime) فیلمی کمدی به کارگردانی ژاک تاتی محصول سال ۱۹۶۷ است. در این فیلم ژاک تاتی یک‌بار دیگر در نقش موسیو اولو ظاهر می‌شود.
زنگ تفریح به‌خاطر بهره‌گیری درخشان از جلوه‌های صوتی و سبک بصری ویژه که امضای تاتی را پای خود دارد، و هم به خاطر کاربرد مینیمالیستی دیالوگ و فروکاستن آن تا مرز سروصدای محیط، شایستهٔ توجه است.